# John Borlase Warren
John Borlase Warren (Stapleford, Nottinghamshire, 2 de septiembre de 1753-Londres, 27 de febrero  de 1822) fue un almirante de la Marina Real británica, diplomático y político. Fue miembro de la Cámara de los Comunes entre 1774 y 1807.

## Biografía
Era hijo de John Borlase Warren, fallecido en 1763. Ingresó en el Emmanuel College, Cambridge, en 1769, y en 1771 entró en la Marina. En 1774 se convierte en parlamentario en representación del burgo o municipio de Great Marlow y en 1775 se le nombra baronet, título ostentado por sus antepasados, que había desaparecido en 1689.
Su carrera como marino  empezó en 1777, y dos años más tarde obtuvo el mando de un barco. El 23 de abril de 1794, siendo capitán de la  escuadra de fragatas del noroeste de la costa francesa  participó en el bloqueo de Brest, capturando un número importante de fragatas francesas. En 1795,  mandó una de las dos escuadras que transportaron tropas para la batalla de Quiberon y en 1796 su escuadra de fragatas capturó o destruyó 220 navíos. En octubre de 1798, una flota francesa que transportaba 5.000 soldados navegó desde Brest con el propósito de invadir Irlanda. El plan fue frustrado el 12 de octubre por la intervención de la escuadra bajo su mando durante la batalla de Tory Island.
En 1800 tuvo lugar la batalla de Brión, en España, desarrollada en diversos puntos cercanos a la Ría de Ferrol, en la actual Provincia de La Coruña (Galicia). La fuerza británica enviada a Ferrol constaba aproximadamente de cien barcos. Entre marinería, infantes, artilleros y fusileros, el contingente embarcado ascendía a unos quince mil hombres. Warren fue el encargado del transporte de las tropas, que tras dos días de enfrentamiento se replegaron e iniciaron la retirada.
En 1802, Warren ingresó en el Consejo Privado del Reino Unido y fue enviado a San Petersburgo como embajador extraordinario. En 1806, durante la batalla de Cabo Verde capturó el navío de guerra Marengo, Jean-Jacques Rousseau  hasta 1802. En 1807 fue nombrado comandante en jefe en la Estación de América del Norte y las Indias Occidentales, cargo que mantuvo hasta 1814, alcanzando el grado de  almirante  en 1810.
Murió en Londres el 27 de febrero de 1822.